# Babiná
Babiná je obec na Slovensku. Nachází se v Banskobystrickém kraji v okrese Zvolen v nadmořské výšce 418 m. V obci je památková zóna. Žije zde 544 obyvatel.
První písemná zmínka o obci pochází z roku 1254. Její nejvýznamnější památkou je opevněný, původně románský a později barokně přestavěný kostel sv. Matouše z poloviny 13. století. Na území obce je přírodní rezervace Gajdošovo.